# Салвестро де Медичи (Киарисимо)
Вижте пояснителната страница за други личности с името Салвестро де Медичи.
Салвèстро де Мèдичи, наречен Киарѝсимо, т.е. Много светъл (на италиански: Salvestro De' Medici, detto Chiarissimo; * XIV век, † 1350, Флоренция, Флорентинска република) е флорентински политик и дипломат от рода Медичи. От него произхождат основните клонове на Медичите: този на Кафаджоло и този на Пополано (или Требио), и следователно Великохерцогският клон.

## Произход
Той е син на Аверардо ди Аверардо де Медичи, наречен Киарисимо († 1318), приор (1309) и гонфалониер на правосъдието (1314), и Мандина Аригучи. Негов дядо и баба по бащина линия са Аверардо I де Медичи и Бенричевута де Сици, а по майчина – Филипо Аригучи от Фиезоле. Има пет братя:
- Якопо († 1340), рицар, съпруг на Маргерита дел Антела,
- Джовенко († 1320), от когото произхождат две кадетски линни на Медичите, съществуващи и днес – Медичи ди Отаяно и Медичи ди Торнакуинчи.
- Франческо, съпруг на Бартоломеа Кавалканти
- Таленто, съпруг на Лоренца дел Буоно
- Конте (док. 1339), съпруг на Ненте Фалчиниери и на Лета Амидеи.

Да не се бърка със Салвестро ди Аламано де Медичи (? –  1388, Флоренция).

## Биография
През 1336 г. е посланик във Венеция.

## Брак и потомство
∞ за Лиза Донати, дъщеря на Синибалдо Донати, от която има трима сина:
- Джовенко де Медичи
- Аверардо де Медичи, нар. също Еверардо , известен като Бичи (* 1320, Флоренция, † 1363), политик и търговец; ∞ 1.  Джована Кавалини дей Буонагуиди, от която няма деца 2. за Якопа (Джована) Спини (* 1340), от която има двама сина и една дъщеря.
- Таленто де Медичи, ∞ Джована Буонинсени

|  | Тази страница частично или изцяло представлява превод на страницата Salvestro de' Medici, detto Chiarissimo в Уикипедия на италиански. Оригиналният текст, както и този превод, са защитени от Лиценза „Криейтив Комънс – Признание – Споделяне на споделеното“, а за съдържание, създадено преди юни 2009 година – от Лиценза за свободна документация на ГНУ. Прегледайте историята на редакциите на оригиналната страница, както и на преводната страница, за да видите списъка на съавторите. ВАЖНО: Този шаблон се отнася единствено до авторските права върху съдържанието на статията. Добавянето му не отменя изискването да се посочват конкретни източници на твърденията, които да бъдат благонадеждни. |